# Евроскар
Евроскар је годишња награда која се додељује најбољем европском кошаркашу. Назив је добила комбиновањем речи Европа и Оскар, тако да се често назива „Европским кошаркашким Оскаром“. Награда је установљена 1979. године, а додељује је италијански лист Газета дело спорт. 
У конкуренцији за ово признање је било који играч који поседује држављанство неке европске земље, без обзира на то за који клуб наступа. О добитнику одлучује жири сачињен од тренера, играча и спортских новинара из 33 различите земље. 

## Добитници
| Година | Добитник             | Клуб                                 |
| ------ | -------------------- | ------------------------------------ |
| 1979.  | Владимир Ткаченко    | Стројтел Кијев                       |
| 1980.  | Дражен Далипагић     | Партизан                             |
| 1981.  | Драган Кићановић     | Партизан Викторија либертас Пезаро   |
| 1982.  | Драган Кићановић (2) | Викторија либертас Пезаро            |
| 1983.  | Дино Менегин         | Олимпија Милано                      |
| 1984.  | Арвидас Сабонис      | Жалгирис                             |
| 1985.  | Арвидас Сабонис (2)  | Жалгирис                             |
| 1986.  | Дражен Петровић      | Цибона                               |
| 1987.  | Никос Галис          | Арис                                 |
| 1988.  | Арвидас Сабонис (3)  | Жалгирис                             |
| 1989.  | Дражен Петровић (2)  | Реал Мадрид Портланд трејлблејзерси  |
| 1990.  | Тони Кукоч           | Сплит                                |
| 1991.  | Тони Кукоч (2)       | Сплит Тревизо                        |
| 1992.  | Дражен Петровић (3)  | Њу Џерзи нетси                       |
| 1993.  | Дражен Петровић (4)  | Њу Џерзи нетси                       |
| 1994.  | Тони Кукоч (3)       | Чикаго булси                         |
| 1995.  | Арвидас Сабонис (4)  | Реал Мадрид Портланд трејлблејзерси  |
| 1996.  | Тони Кукоч (4)       | Чикаго булси                         |
| 1997.  | Арвидас Сабонис (5)  | Портланд трејлблејзерси              |
| 1998.  | Тони Кукоч (5)       | Чикаго булси                         |
| 1999.  | Арвидас Сабонис (6)  | Портланд трејлблејзерси              |
| 2000.  | Грегор Фучка         | Фортитудо Болоња                     |
| 2001.  | Предраг Стојаковић   | Сакраменто кингси                    |
| 2002.  | Дирк Новицки         | Далас маверикси                      |
| 2003.  | Дирк Новицки (2)     | Далас маверикси                      |
| 2004.  | Дирк Новицки (3)     | Далас маверикси                      |
| 2005.  | Дирк Новицки (4)     | Далас маверикси                      |
| 2006.  | Дирк Новицки (5)     | Далас маверикси                      |
| 2007.  | Тони Паркер          | Сан Антонио спарси                   |
| 2008.  | Пау Гасол            | Мемфис гризлиси Лос Анђелес лејкерси |
| 2009.  | Пау Гасол (2)        | Лос Анђелес лејкерси                 |
| 2010.  | Пау Гасол (3)        | Лос Анђелес лејкерси                 |
| 2011.  | Дирк Новицки (6)     | Далас маверикси                      |
| 2012.  | Андреј Кириленко     | ЦСКА Москва Минесота тимбервулвси    |
| 2013.  | Тони Паркер (2)      | Сан Антонио спарси                   |
| 2014.  | Марк Гасол           | Мемфис гризлиси                      |
| 2015.  | Пау Гасол (4)        | Чикаго булси                         |
| 2016.  | Милош Теодосић       | ЦСКА Москва                          |
| 2017.  | Горан Драгић         | Мајами хит                           |
| 2018.  | Јанис Адетокумбо     | Милвоки бакси                        |
| 2019.  | Лука Дончић          | Далас маверикси                      |

Легенда:
|  | Активан играч                                      |
|  | Члан Кошаркашке Куће славних                       |
|  | Члан ФИБА Куће славних                             |
|  | Члан и Кошаркашке Куће славних и ФИБА Куће славних |